# Fallen (album For My Pain...)
Fallen – pierwszy album fińskiej grupy gothic metalowej For My Pain... Wydany został 31 marca 2003 roku.

## Lista utworów
1. My Wound is Deeper than Yours - 3:43
2. Dancer in the Dark - 3:42
3. Queen Misery - 5:23
4. Sea of Emotions - 3:55
5. Rapture of Lust - 3:52
6. Broken Days - 4:01
7. Dear Carniwhore - 3:54
8. Bed of Dead Leaves - 5:00
9. Autumn Harmony - 4:43
10. Tomorrow is a Closed Gate (Dead for So Long) - 4:49